# Staw (powiat kaliski)
Staw – wieś (do 1870 miasto) w Polsce, w województwie wielkopolskim, w powiecie kaliskim, w gminie Szczytniki; w latach 1918–1954 siedziba gminy Staw.
W latach 1975–1998 wieś leżała w województwie kaliskim.
Staw leży w historycznej ziemi sieradzkiej, w XVI wieku położony był w powiecie sieradzkim województwa sieradzkiego. Uzyskał lokację miejską przed 1405, zdegradowany w 1870. 
Na terenie miejscowości działa gimnazjum, szkoła podstawowa oraz przedszkole. Staw jest siedzibą parafii, w której skład wchodzi kaplica w Stawie i Sędzimirowicach.
 Przez wieś przebiega Łódzka Magistrala Rowerowa.

## Literatura
- A. Ruszkowski, "Sieradz i okolice", Sieradz 2000.